# Euskaldunon Egunkaria

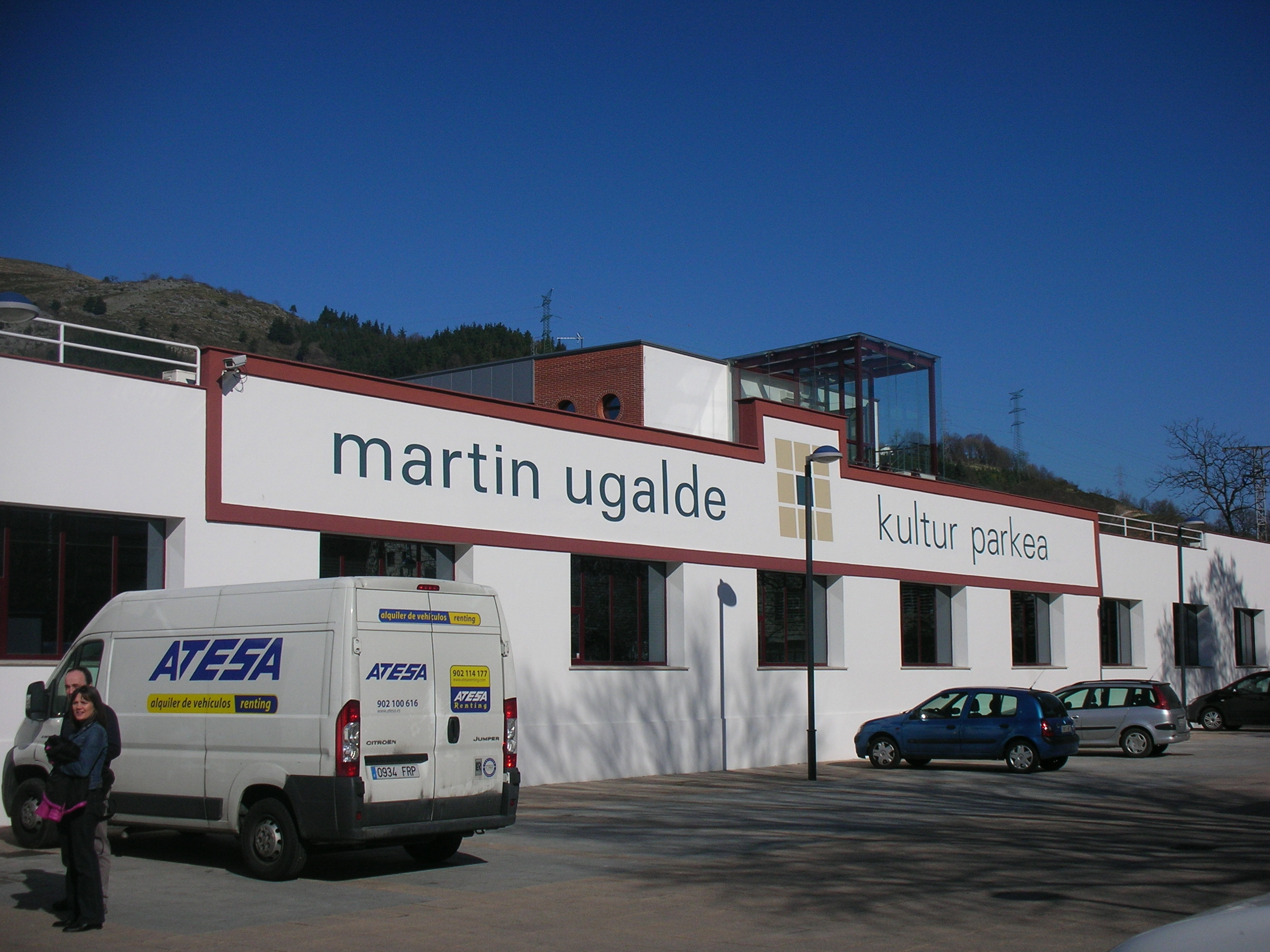
Parque Cultural Martin Ugalde, en Andoáin, el polígono industrial donde tenía su sede Egunkaria.

Euskaldunon Egunkaria (en castellano, El Periódico de los Vascohablantes) fue un periódico diario de información general editado en el País Vasco. Desde su fundación en 1990 y hasta el momento de su cierre por orden judicial en 2003, fue el único diario que se publicaba íntegramente en euskera, cubriendo el espectro de la información general y generalista en esta lengua. Su único antecesor como tal fue el breve Eguna (enero-junio de 1937), editado por el Gobierno Vasco en plena Guerra civil y su sucesor como medio en euskera es Berria, publicado en País Vasco, Navarra y el País Vasco francés. 
Se editaba en Guipúzcoa y se distribuía en las zonas vascoparlantes de España y Francia. Aunque su línea editorial no tuviese un sesgo político determinado, algunos medios lo consideraban afín a la izquierda nacionalista vasca, si bien entre sus redactores y colaboradores había una gran diversidad ideológica.[cita requerida]
Su cierre por resolución judicial y las actuaciones judiciales posteriores estuvieron rodeadas de polémica. Finalmente, el 12 de abril de 2010, 7 años después de la clausura, la Audiencia Nacional absolvió a los cinco directivos del medio encausados por pertenencia a la organización ETA. En la sentencia figuraban frases como: "el cierre del diario no tenía habilitación constitucional directa y carecía de una norma legal especial y expresa que la autorizara" o "tampoco se ha acreditado ni directa ni indirectamente que el periódico haya defendido los postulados de la banda terrorista, haya publicado un solo artículo a favor del terrorismo o de los terroristas ni que su línea editorial tuviese siquiera un sesgo político determinado". Tras la sentencia, la mayoría de partidos políticos vascos exigieron las disculpas del Estado y que se repararan los daños y perjuicios causados durante los siete años que duró todo el proceso.

## El inicio
A finales de 1989, un grupo compuesto por más de setenta personalidades del mundo de la cultura y de la lengua vasca, puso en marcha una iniciativa denominada Egunkaria Sortzen ("creando el periódico"), con el objetivo de crear un periódico que fuera editado únicamente en euskera.
Durante la primavera de 1990 se llevó a cabo una gran campaña en el País Vasco con un doble objetivo: dar a conocer el proyecto de creación del nuevo periódico y recaudar los fondos económicos necesarios para hacerlo posible. Unas 3000 personas trabajaron voluntariamente en dicha campaña, se pusieron en el mercado acciones-participaciones de 30 euros (capitalizados por Egunkaria Sortzen), y para aquel que quisiera ser accionista se vendían acciones de 3000 euros. La normativa establecía que ningún accionista podía poseer más del 10 % de las acciones. En total se adhirieron al proyecto alrededor de 90 000 personas y se recaudaron 300 000 euros. Es así como se creó Egunkaria S.A., la sociedad mercantil responsable del futuro periódico Euskaldunon Egunkaria. El 6 de diciembre de 1990 se edita su primer número, con 32 páginas.

## La consolidación
Con el paso de los años el periódico fue afianzándose y encontrando su espacio en el mercado vasco de la comunicación. Llegó a convertirse en un periódico con 70 páginas de promedio al día, una tirada de 15 000 ejemplares, 44 000 lectores estimados y página web propia.

## El cierre
El 20 de febrero de 2003, el juez instructor de la Audiencia Nacional, Juan del Olmo, ordenó su clausura temporal y el embargo preventivo de todos los bienes de Egunkaria, por formar presuntamente parte del conglomerado empresarial controlado por ETA.
Ya anteriormente, el 14 de julio de 1998, por las mismas razones, Baltasar Garzón había ordenado la clausura temporal de otro periódico vasco, Egin.
En octubre de 2003, el juez Juan del Olmo lanzó una segunda operación policial, en este caso contra varias empresas ubicadas en el mismo polígono industrial donde tenía su sede Egunkaria (el Parque Cultural Martin Ugalde de Andoáin), en la que detuvieron a otras nueve personas bajo acusaciones similares a las de la primera operación. Tras realizar una primera investigación de los documentos de los que se incautaron, el juez remitió el caso para una nueva numeración y para que fuera asignado a otro juzgado, con lo que quedó judicialmente separado del caso Egunkaria.
La clausura y embargo ordenados inicialmente por el juez eran preventivos y temporales (durante 6 meses). Los siguientes meses y años transcurrieron con sucesivas prórrogas de seis meses de clausura de Egunkaria, y con constantes recursos de la defensa que fueron desestimados.

### Los detenidos

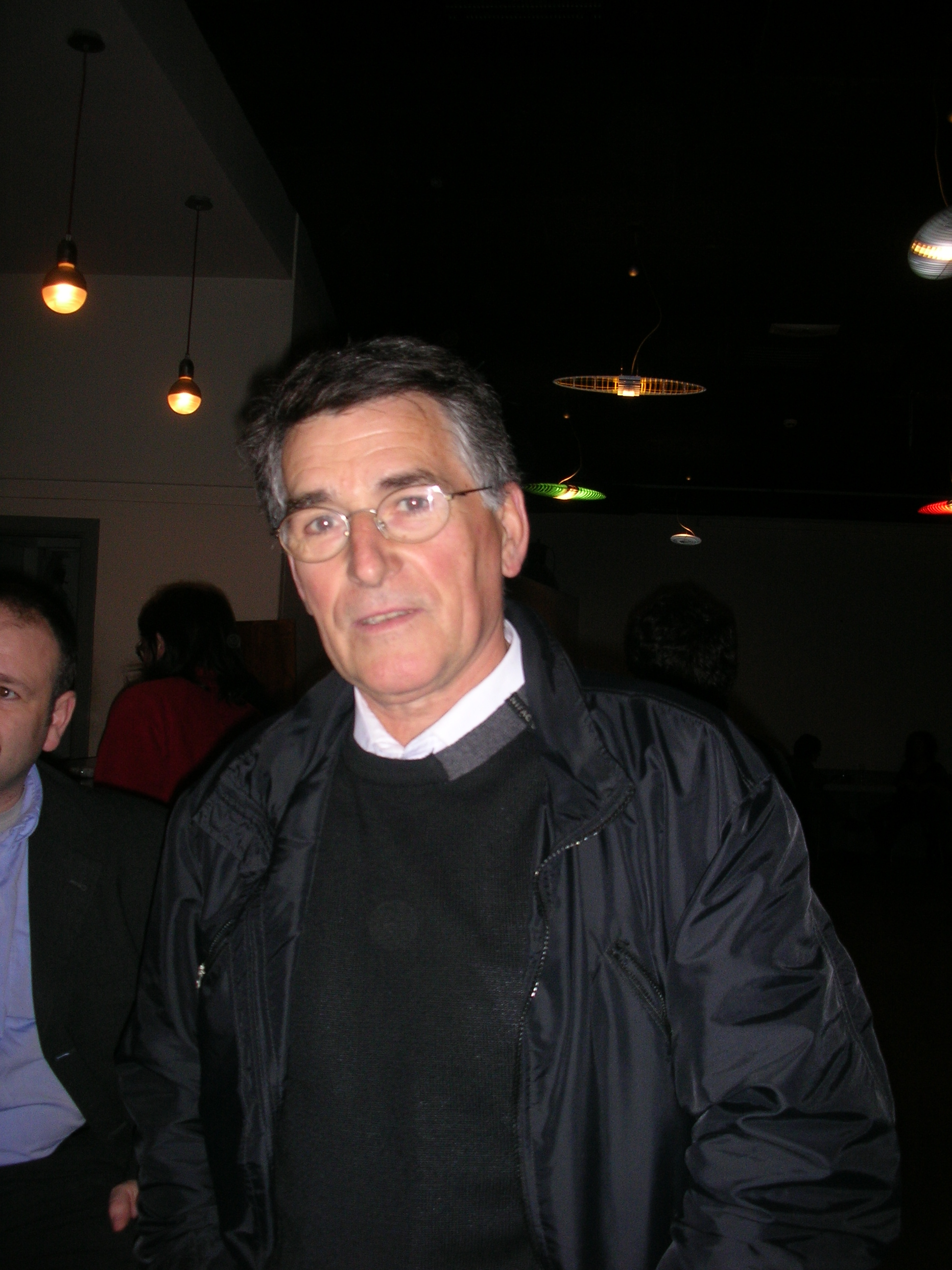
Juan Mari Torrealdai, académico de la Real Academia de la Lengua Vasca, presidente del Consejo de Administración de Egunkaria y director de la revista científica y literaria publicada en euskera Jakin, uno de los detenidos.

En la misma operación de cierre del periódico, diez personas fueron detenidas, la mayoría eran directivos de Egunkaria:
- Iñaki Uria: consejero delegado del Consejo de Administración de Euskaldunon Egunkaria. Uria cuenta con un largo historial en el movimiento cultural vasco. Fue miembro del grupo que transformó la antigua revista Zeruko Argia en la moderna Argia. Participó en el proceso de creación de Egunkaria desde sus inicios, y en diciembre de 1990, cuando el periódico vio la luz por vez primera, fue nombrado subdirector y posteriormente director. Más tarde fue consejero delegado, cargo que desempeñó hasta el cierre.

- Martxelo Otamendi: director del periódico desde 1993 hasta su cierre. Fue profesor y director del euskaltegi (academia de enseñanza de euskera) de Tolosa. Trabajó para Euskal Telebista como director del programa Egonean Giro.

- Joan Mari Torrealdai: presidente del Consejo de Administración y director de la revista científica y literaria publicada en euskera Jakin. Fue miembro activo del movimiento cultural vasco desde los años sesenta, director de la revista Anaitasuna, y una figura importante del mundo editorial vasco. A finales de los setenta publicó Euskal Idazleak Gaur (Escritores Vascos Actuales), y más tarde, Euskal Kultura Gaur (Cultura Vasca Actual). Fue nombrado académico de la Real Academia de la Lengua Vasca el 30 de noviembre de 2007.

- Peio Zubiria: subdirector de la revista Argia. Junto con Iñaki Uria, participó en la transformación de Zeruko Argia en Argia y participó igualmente en la creación de Egunkaria. Fue el primer director del periódico y después pasó a asumir la dirección de Argia, cargo que abandonó por motivos de salud.

- Luis Goia: productor cinematográfico. Formó parte de Egunkaria Sortzen y fue miembro de su primer consejo de administración. Productor de varias películas, entre ellas Off-eko maitasuna, escrita y dirigida por el escritor Koldo Izagirre.

- Fermin Lazkano: responsable de Plazagunea, empresa que ofertaba servicios relacionados con las nuevas tecnologías de la información al mundo de la cultura vasca. Fue gerente de Euskaldunon Egunkaria a principios de los noventa. Anteriormente, fue profesor de Alfabetatze Euskalduntze Koordinakundea (AEK), entidad que se ocupa de la enseñanza de la lengua vasca, y ocupó diversos cargos en esta institución.

- Inma Gomila: miembro de la plataforma Egunkaria Sortzen y apoderada del periódico.

- Xabier Alegría:[7] Miembro de la izquierda independentista en Udalbiltza y Ekin, trabajador del diario Egin y encausado en el sumario 18/98 por su pertenencia a esos organismos. No formaba parte de la plantilla del diario.

- Xabier Oleaga: responsable de comunicaciones de la Federación de Ikastolas. Fue director de Egin y posteriormente, a mediados de los noventa, fue nombrado director adjunto de Egunkaria.

- Txema Auzmendi: jesuita y subdirector de Radio Popular de San Sebastián. Fue uno de los promotores de Egunkaria y secretario del consejo de administración desde sus inicios.

El 17 de octubre del 2003, a los ocho meses del cierre, fueron detenidas ocho personas más acusadas de supuestos delitos económicos: Mikel Arrizabalaga, Ángel Diez, Armando Hernández, Mikel Sorozabal, Joxe Mari Sors, Mikel Azkune, Joanmari Larrarte y Xabier Legarra. Más adelante el juez llamó a declarar como imputados a los trabajadores del medio Begoña Zubeltzu, Fernando Furundarena y Ainhoa Albisu.

### Reacciones

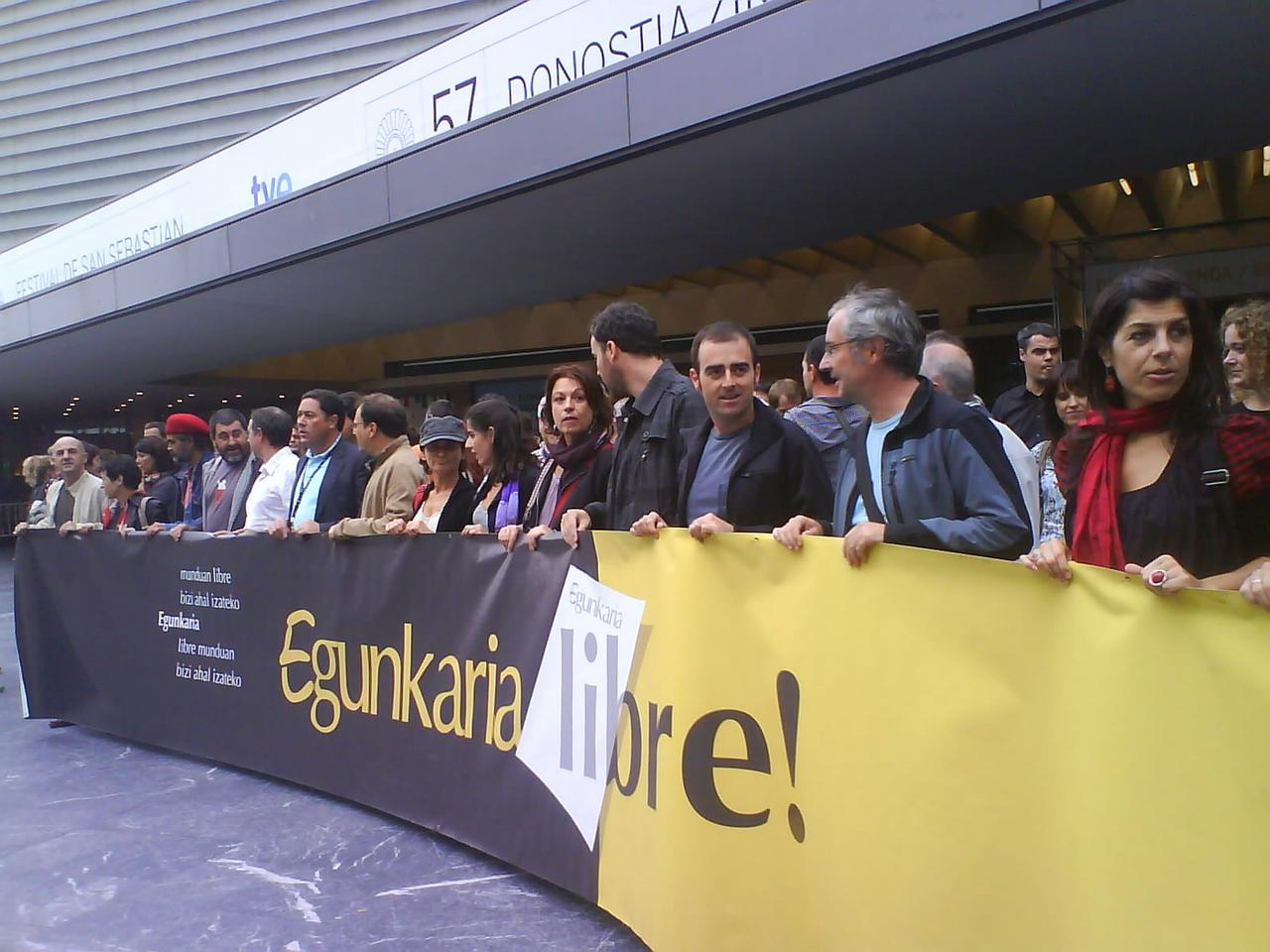
Protesta contra el cierre de Egunkaria durante el Festival de Cine de San Sebastián de 2009.

El cierre del periódico provocó una respuesta mucho mayor que el de Egin, clausurado cautelarmente por delito de colaboración con banda armada. La polémica también tuvo presencia en la prensa española y en foros internacionales y tuvo varios aspectos.
Por un lado, amplios sectores de la sociedad vasca vieron el cierre como un ataque del gobierno español a la cultura vasca y a la libertad de expresión. Esta interpretación se basó en la falta de argumentos jurídicos de la actuación judicial y la desproporción de la medida del cierre, solo explicables, a su juicio, por esa supuesta intención de debilitar la cultura vasca por objetivos políticos. Una medida cautelar como el cierre, decidido antes de que se hubiese dictado sentencia firme, suponía de facto, y no de iure, la condena de un medio de comunicación a su desaparición. Además, a pesar de que ciertas acusaciones que se hacían contra determinadas personas fueron finalmente confirmadas, se denunció la clausura de la empresa en que trabajaban por desproporcionado.
Como muestra de la sensibilidad de la sociedad vasca ante el cierre, a los pocos días se celebró una gran manifestación en San Sebastián.
Por otro lado, y relacionado con lo anterior, se denunció el cierre por ser una evidencia de la falta de independencia entre el poder judicial y el ejecutivo. La acusación se basó inicialmente en la difusión el día del cierre de una nota de prensa de la Fiscalía de la Audiencia Nacional en que se afirmaba la coordinación entre el juez Juan del Olmo y el Ministerio del Interior[cita requerida]. Esto creó una gran polémica en el Consejo General del Poder Judicial (órgano máximo de la judicatura española)[cita requerida]. Algunos miembros incluso llegaron a solicitar una investigación para aclarar si existía una violación del principio de separación de poderes. El consejero de justicia del Gobierno Vasco, Joseba Azkarraga, también solicitó una investigación al Consejo General del Poder Judicial.

#### Denuncias de torturas
Cinco de los detenidos denunciaron ante el juez haber sido torturados por la Guardia Civil durante el periodo de incomunicación. El director del diario Martxelo Otamendi, en el momento de salir de la cárcel denunció ante los medios allí reunidos el maltrato sufrido por él y sus compañeros. Las declaraciones fueron emitidas en directo por los informativos de la televisión pública vasca (ETB):

El trato ha sido cruel y absolutamente inhumano. No hay derecho al trato recibido por Juan Mari Torrealdai, de 60 años, una eminencia de la cultura vasca. Me ha contado que ha recibido palizas tremendas, a Xabier Alegría le han practicado sesiones de "bolsa", a mí me lo han hecho dos veces... y en el caso de los otros no sé, he visto a Iñaki Uria y a Xabier Oleaga, pero no he podido hablar con ellos, no me han transmitido lo ocurrido. (...) Es increíble que en el 2003 existan semejantes agujeros negros en instituciones como ésta y semejante impunidad para llevar a cabo tales prácticas. Les da igual que reclames cualquier derecho, les da igual tu situación, les da igual que no sepas nada. Es igual. Debes decir algo para salir vivo.

A su vez, el Ministerio del Interior interpuso una querella contra los cinco por denuncias «falsas» de tortura e «injurias y calumnias» contra la Guardia Civil. Afirmaba que con la denuncia de torturas los detenidos habían «colaborado con banda armada», basándose en el supuesto de que ETA ordena a todos sus miembros que denuncien haber sido torturados con objeto de desprestigiar a las Fuerzas de Seguridad del Estado. Estas denuncias cruzadas fueron citadas en el informe número E/CN.4/2004/56/Add.2 del Relator Especial de las Naciones Unidas sobre la tortura.
En una tertulia radiofónica, el periodista y profesor universitario José María Calleja dio la siguiente opinión sobre Martxelo Otamendi y la denuncia de este: "El señor Martxelo Otamendi es un etarra en comisión de servicios que, tal y como se observado, ha interpuesto unas denuncias por presuntas torturas siguiendo el manual de los etarras, y que (la denuncia) no ha tenido el relato que el otro día hacía en El Mundo. Era el relato de un cobarde que colaboraba con la propia policía, porque (relataba Otamendi) 'se me baja la venda de los ojos, y entonces la policía me dice que no me la suba, y yo le digo oye, que se me está bajando la venda, que me la suban'. Es un cobarde con el dodotis todo el día puesto".
En el Parlamento Vasco se debatió una proposición de apoyo al diario "Egunkaria", que fue aprobada con los votos de PNV, EA, Ezker Batua, EHAK y Aralar, mientras que el PP votó en contra y el PSE-EE se abstuvo. El PSE-EE justificó su abstención porque la iniciativa «supone una intromisión en el poder judicial», aunque opinó que el cierre de "Egunkaria" fue «injusto, por desproporcionado».[cita requerida]
Por su parte, Euskaltzaindia (la Real Academia de la Lengua Vasca) mostró: "su "honda preocupación" por la clausura judicial del periódico en euskera Euskaldunon Egunkaria, así como por la detención de personas que durante años llevan realizando una "labor relevante" por la lengua y la cultura vascas."
También Amnistía Internacional realizó comunicados de prensa, exigiendo una rápida aclaración y fundamentación de los motivos del cierre. Incluso la Compañía de Jesús, ante la detención de uno sus miembros, el padre Auzmendi, expresaba su preocupación debido a que éste es «públicamente reconocido por su clara postura en contra de la violencia y en defensa de todos los marginados».
Fuera del entorno donde se publicaba, fue en Cataluña donde el caso tuvo más repercusión; allí se crearon las plataformas de apoyo "Egunkaria endavant" y "Plataforma per Egunkaria"
El cierre de Egunkaria también recibió críticas de sectores ajenos al nacionalismo vasco. Es el caso del periodista Gorka Landáburu, víctima de un intento de asesinato de ETA, que se manifestó contra el cierre en el 2005: "también se han cometido errores, como el cierre del diario «Egunkaria», que han alimentado el victimismo; si había causa, se tenía que haber detenido a los responsables del periódico, no cerrarlo"

#### Declaraciones
Desde los partidos políticos mayoritarios en España se reaccionó pidiendo respeto a la independencia judicial y a favor de la actuación del juez.
- Diego López Garrido (PSOE): "la lucha contra ETA no se reduce a la persecución estricta de los pistoleros, sino que trata de desmontar todo el entramado criminal, que es un proceso difícil porque tiene muchas ramificaciones".[22]

- Ramón Jáuregui (PSOE): reclamó que "no se cuestione el estado de derecho y el marco jurídico por la decisión de un juez de cerrar un periódico. Le pareció "sorprendente" el cierre de "Egunkaria" porque no estaba considerado dentro de la órbita del terrorismo; añadió que habría alguna conexión con acciones delictivas que el juez debería aclarar, y pidió prudencia mientras tanto.[15]

- Mayor Oreja (PP): "la imputación de la dirección de "Egunkaria [...] demuestra que algunos dicen que defienden determinadas ideas, pero, en la práctica, estas se asocian a la cultura del terror".[15]

### La continuidad del caso
El 2 de febrero de 2005, el juez Juan del Olmo ordenó la liquidación de las empresas intervenidas. Asimismo, estableció que la clausura temporal de Egunkaria se levantaría el 20 de febrero de 2005, por haberse cumplido el período de seis meses desde que se acordó la última prórroga, y por no existir razón alguna para realizar otra prórroga de seis meses tras la liquidación de las empresas, ya que con esta la actividad resultaba imposible. Por lo tanto, y a causa de las medidas preventivas tomadas en la fase de instrucción, Egunkaria quedó cerrado y liquidado. Todos sus bienes fueron vendidos y sus deudas saldadas. El dinero restante obtenido en la gestión de la liquidación quedó en manos del juez.
Varios años después del cierre, en 2006 el fiscal de la Audiencia Nacional, Miguel Ángel Carballo, pidió el archivo del 'caso Egunkaria' al no hallar relación entre el diario y ETA, al considerar «improcedente abrir juicio oral» contra los siete imputados.
En su informe, el fiscal recuerda que el propio juez Del Olmo reconoció en su día que no se podía acreditar "ni que el periódico fuera fuente de financiación de ETA, ni que fuera instrumento de blanqueo de capitales ilícitos procedentes de la banda". Por ello, la investigación se centró en averiguar si el diario era un instrumento de los fines de ETA. "Este nuevo hecho tampoco se ha constatado en la investigación o, cuando menos, el resultado de las diligencias practicadas arroja serias y razonables dudas de que ello sea así", concluye el fiscal. Según su escrito, lo único que se ha podido demostrar es el interés que ETA mostraba por el proyecto Egunkaria, según diversa documentación requisada a la organización terrorista. En este sentido, el fiscal subraya que "una cosa es que, en los albores del periódico, la banda esté interesada e informada (...), y algo muy diferente, que eso implique que se le pueda atribuir su creación, su impulso o su control, y menos aun a los gestores del periódico procesados en la presente causa". 
El Partido Popular, que era el gobernante en el momento del cierre, criticó fuertemente la actuación del fiscal y responsabilizó al presidente del gobierno, José Luis Rodríguez Zapatero, del archivo del caso. En boca de su portavoz, Ángel Acebes, consideró que esta decisión 

es uno de los actos más dañinos por lo que tiene de irreversible... supone un retroceso de más de diez años de trabajo, que se tira a la papelera "y  el presidente" va a tener que asumir graves y serias responsabilidades porque no solo se tiran diez años de trabajo, sino que afecta a núcleos esenciales de la lucha antiterrorista.

Al no haber acusación del fiscal ni acusación particular, sólo la acusación popular, ejercida por la asociación Dignidad y Justicia y la Asociación de Víctimas del Terrorismo, mantuvo los cargos. El 7 de mayo del 2007, la primera sala de lo penal de la Audiencia Nacional hizo pública su decisión de iniciar el juicio oral del Caso Egunkaria, esta vez subdividida en dos procedimientos: en el procedimiento principal que dio origen al cierre del diario, se mantienen los cargos de integración en banda armada contra siete directivos: Joan Mari Torrealdai, Iñaki Uria, Txema Auzmendi, Martxelo Otamendi, Pello Zubiria, Xabier Oleaga y Xabier Alegría. La acusación popular pidió para ellos entre 12 y 14 años de cárcel. En el procedimiento abreviado, el económico, se juzgaron  supuestos delitos de fraude a la hacienda pública e irregularidades en la obtención de subvenciones. En este caso, la acusación popular pidió entre 13 y 20 años de prisión y un total de 235 millones de euros en multas a ocho acusados: Joxe Mari Sors, Ainhoa Albisu, Mikel Sorozabal, Begoña Zubelzu y Fernando Furundarena. Joan Mari Torrealdai, Iñaki Uria y Txema Auzmendi serían encausados en los dos procesos. El juez no aceptó los recursos presentados tanto por el fiscal como por la defensa, en los cuales se argumentaba que la Audiencia Nacional no tenía competencia para juzgar delitos económicos. Así, cuando el 29 de marzo de 2007 el juez Del Olmo llamó a declarar como imputadas en lo referente a los delitos económicos a los empleados del diario Ainhoa Albisu, Fernando Furundarena y Begoña Zubelzun, estos declararon al tribunal que estarían dispuestos a responder por las actividades económicas de Egunkaria en los juzgados de Tolosa, pero no en la Audiencia Nacional.
El 15 de abril de 2009, la segunda sala de lo penal de la Audiencia Nacional admitió el recurso presentado por la defensa, invalidó la mayoría de las diligencias de la causa económica, y ordenó regresar al punto de partida, el 10 de abril de 2007. La sala dio la razón a la defensa al reconocer que pudo darse una situación de indefensión cuando el juez Juan del Olmo no tomó declaración en la causa económica a los imputados Iñaki Uria, Joan Mari Torrealdai y Txema Auzmendi. Tomar declaración es una condición indispensable para imputar a una persona.
En una "vistilla" celebrada el 23 de junio la defensa y la fiscalía pidieron el archivo del caso debido a la ausencia de material penal para iniciar la vista oral, entre otros motivos, porque no existía acusación particular y porque la fiscalía ya había retirado los cargos. En el caso del imputado Xabier Alegría, la defensa expuso que ya había sido juzgado en el sumario 18/98. En cuanto a Pello Zubiria, se recordó que su supuesto delito ya había prescrito.
La Sección Primera de la Sala de lo Penal de la Audiencia Nacional decidió no archivar el caso, al estimar que la acusación popular era suficiente para seguir con el proceso. La sala sí aceptó los argumentos de la defensa sobre los casos de Xabier Alegría y Pello Zubiria, y estimó "la excepción de cosa juzgada" para el primero y el sobreseimiento de la causa para el segundo. Por lo tanto, los otros cinco encausados tuvieron que enfrentarse a los cargos de integración en ETA.

### Absolución de todos los cargos
El 12 de abril de 2010, la Audiencia Nacional hizo pública la absolución de los cinco imputados restantes: Martxelo Otamendi, Ignacio María Uria, Juan María Torrealdai, José María Auzmendi y Javier Oleagalos. En su sentencia, los magistrados fueron duros con el juez Del Olmo, asegurando que «la estrecha y errónea visión según la cual todo lo que tenga que ver con el euskera y la cultura en esa lengua tiene que estar fomentado y/o controlado por ETA conduce a una errónea valoración de datos y hechos y a la inconsistencia de la imputación» y tildando el cierre de «injerencia en la libertad de prensa». La sentencia también arremete contra la acusación popular de AVT y Dignidad y Justicia, de cuyas tesis dice que «contienen una subordinada que pretende justificar la dificultad probatoria según la cual lo que se ve no es lo que parece y lo que se ve no es lo que es porque ETA procuró elegir para liderar el proyecto a personas que no tuvieran una clara vinculación con la banda y la izquierda abertzale para controlar el proceso sin que fuera identificado con la banda (...) Esta última tesis carece de todo sustento probatorio, es mera especulación y como tal es rechazada. (...) Primero se decidió cuál fue la conclusión de la que se predica sin base, que es indiscutible, y luego se buscan las señales, vestigios e indicios, y por último, se rechaza cualquier sentido de estos que no apoye la conclusión». Finalmente, la sentencia concluía diciendo que «Las acusaciones no han probado que los procesados tengan la más mínima relación con ETA, lo que por sí determina la absolución con todos los pronunciamientos favorables».
Por otro lado, en junio de 2014, la llamada "causa económica", por la que se acusaba a ocho directivos del periódico de falseamiento de la contabilidad, irregularidades en las subvenciones recibidas y fraude fiscal, finalmente fue archivada por el Juzgado de lo Penal número 3 de San Sebastián.

## Tras el cierre
El día inmediatamente posterior al cierre, apareció en los quioscos Egunero ('todos los días'), una alternativa de información en euskera que vino a suplirlo por iniciativa de sus trabajadores. Tras la absolución de los implicados, el espectro informativo de Euskaldunon Egunkaria fue cubierto por un nuevo periódico íntegramente en euskera que recibió el nombre de Berria ('nuevo', 'noticia'), que se mantiene aún en los quioscos.